# Sansevieria

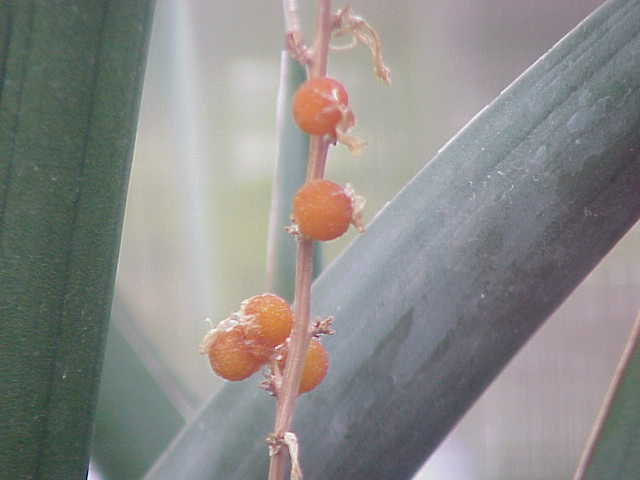
Bagas de Sansevieria ehrenbergii.

Sansevieria é um género de plantas herbáceas, perenes e rizomatosas pertencente à família Asparagaceae, nativo da África e Ásia, que inclui cerca de 130 espécies, algumas das quais utilizadas como plantas ornamentais de interior.

## Descrição
Embora na sua presente circunscrição taxonómica o género pertença à família Asparagaceae, anteriormente esteve colocado na família Ruscaceae e tradicionalmente era incluído dentro de uma definição ampla da família Liliaceae.
As 130 espécies que estão incluídas no género são originárias de África e da Ásia, incluindo algumas que são comercializadas como planta ornamental sob os nomes comuns de espada-de-são-jorge, planta-de-serpente, cauda-de-lagarto e língua-de-sogra. Os nomes comuns são uma alusão às suas folhas estreitas, duras e aguçadas no ápice.
Na realidade são plantas acaules, rizomatosas, de folhas em rosetas, carnosas, planas, côncavas ou cilíndricas.
As flores são actinomorfas e bissexuais, pequenas, dispostas em racemos, panículas, espigas ou fascículos, com os pedúnculos articulados.
O perigónio é composto por 6 tépalas, unidas na base, formando um tubo cilíndrico. O androceu é formado por 6 estames, inseridos no tubo do perigónio, com os filamentos filiformes e as anteras dorsifixas.
O ovário é trilocular, com os lóculos uniovulados. O estilo é filiforme e o estigma capitado. O fruto é uma baga.
Os números cromossómicos citados para distintas espécies do género são 2n= 40, 60, 80 e 120.

## Etimologia
O nome genérico deveria ser "Sanseverinia" posto que o seu proponente, Vincenzo Petagna, de Nápoles, pretendia homenagear Pietro Antonio Sanseverino, duque de Chiaromonte e fundador de um jardim de plantas exóticas no sul de Itália. Contudo, o botânico sueco Thunberg, que publicou a descrição, adoptou a denominação Sansevieria, em honra do militar, inventor e erudito napolitano Raimondo di Sangro (1710-1771), sétimo príncipe de Sansevero.

## Usos
Várias espécies e variedades são cultivadas como planta de interior, ou exterior no caso do clima ser suficientemente benigno.
A espécie mais conhecida e cultivada como planta de interior, muito adaptável a ambientes com atmosfera seca e aquecida, luz pobre, falta de rega ou de transplantes, é Sansevieria trifasciata, com 3 variedades:
- Sansevieria trifasciata var. 'Laurentii'
- Sansevieria trifasciata var. 'Hahnii'
- Sansevieria trifasciata var. 'Variegata'

Esta adaptabilidade torna-a própria para aficionados com pouco tempo e para decorar lugares públicos.